# Società Sportiva Juventus 1943-1944
Questa pagina raccoglie i dati riguardanti la Società Sportiva Juventus nelle competizioni ufficiali della stagione 1943-1944.

## Stagione
La squadra trapanese disputò il Campionato siciliano di guerra arrivando terza.

## Divise
Il colore sociale della Juventus Trapani è il verde.
| Casa |

## Rosa
| N. |                   | Ruolo | Calciatore          |
| -- | ----------------- | ----- | ------------------- |
|    | Italia (bandiera) | P     | Antonino Coccellato |
|    | Italia (bandiera) | D     | Raimondo Massa      |
|    | Italia (bandiera) | D     | Stefano Napoli      |
|    | Italia (bandiera) | C     | Simone Lombardo     |
|    | Italia (bandiera) | C     | Lino Cardella       |
|    | Italia (bandiera) | A     | Franco La Russa     |
|    | Italia (bandiera) | C     | Giacomo Messina     |
|    | Italia (bandiera) |       | Curcurù             |
|    | Italia (bandiera) |       | Bottaro             |
|    | Italia (bandiera) | D     | Arturo Morano       |
|    | Italia (bandiera) |       | Landoni             |
|    | Italia (bandiera) |       | Pin                 |

| N. |                   | Ruolo | Calciatore          |
| -- | ----------------- | ----- | ------------------- |
|    | Italia (bandiera) |       | Ciceri              |
|    | Italia (bandiera) | D     | Vito Bertini        |
|    | Italia (bandiera) |       | Billai              |
|    | Italia (bandiera) |       | Alagna              |
|    | Italia (bandiera) |       | Usali               |
|    | Italia (bandiera) |       | Vecchi              |
|    | Italia (bandiera) |       | Frattini            |
|    | Italia (bandiera) | A     | Salvatore Giliberti |
|    | Italia (bandiera) |       | Bacchi              |
|    | Italia (bandiera) |       | Bottino             |
|    | Italia (bandiera) | P     | Piacentino          |
|    | Italia (bandiera) |       | Oggioni             |

## Risultati

### Campionato siciliano
| 1943 1ª giornata | Marsala | 3 – 1 | Juventus Trapani |  |

| 1943 2ª giornata | Juventus Trapani | 1 – 1 | Marsala |  |

| 1943 3ª giornata | Juventus Trapani | 2 – 0 A tavolino | Salemitana |  |

| 1943 4ª giornata | Salemitana | 3 – 2 | Juventus Trapani |  |

| 1943 5ª giornata | Juventus Trapani | 0 – 2 | Alcamo |  |

| 1943 6ª giornata | Alcamo | 1 – 0 | Juventus Trapani |  |